# Blanche Bates
Blanche Bates est une actrice américaine (née le 25 août 1873, morte le 25 décembre 1941) qui créa le rôle-titre de la pièce de David Belasco, The Girl of the Golden West en 1905.

## Biographie
Elle fut aussi connue pour ses rôles qu'elle joua au sein des compagnies théâtrales de Augustin Daly et de Charles Frohman. Elle créa aussi le rôle-titre de la pièce de John Long Madame Butterfly (1900). Au théâtre, on la verra aussi dans Under Two Flags (1901), et The Darling of the Gods (1902).